# Punjab Northern State Railway
| Punjab Northern State Railway | Punjab Northern State Railway |
| ----------------------------- | ----------------------------- |
| Streckenlänge:                | 1885: 717 km                  |
| Spurweite:                    | 1676 mm (Kolonialspur)        |
|                               |                               |

Die Punjab Northern State Railway, abgekürzt PNSR, war eine staatliche Eisenbahngesellschaft im äußersten Nordwesten Britisch-Indiens, dem heutigen Pakistan.

## Geschichte
Bereits 1857 plante die Scinde Railway Company den Bau einer Bahnstrecke zwischen den Städten Lahore und Peschawar. Das Projekt wurde jedoch nicht verwirklicht und nach jahrelangen politischen Debatten die Strecke schließlich von der indischen Regierung gebaut. 1869 begannen die Bauarbeiten und der erste Abschnitt, der in Meterspur errichtet wurde, konnte 1873 eröffnet werden. Während die Strecke weiter verlängert wurde, beschloss die Regierung 1874 einen Weiterbau in indischer Breitspur und die Umspurung der bisherigen Teilstrecken. 1878 war das abgeschlossen. Mit der Fertigstellung der Attock-Brücke über den Indus waren 1883 die Städte Lahore und Peschawar miteinander verbunden.
Bis 1885 wuchs das Streckennetz auf 717 km an. 1886 entstand aus dem Zusammenschluss der PNSR mit der Scinde, Punjab and Delhi Railway und einigen kleineren Bahnen die North Western State Railway.